# Schloss Valençay

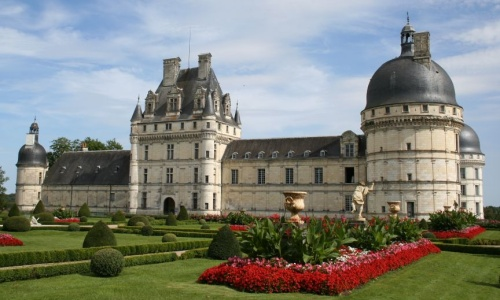
Schloss Valençay, Nordflügel mit Eingangspavillon

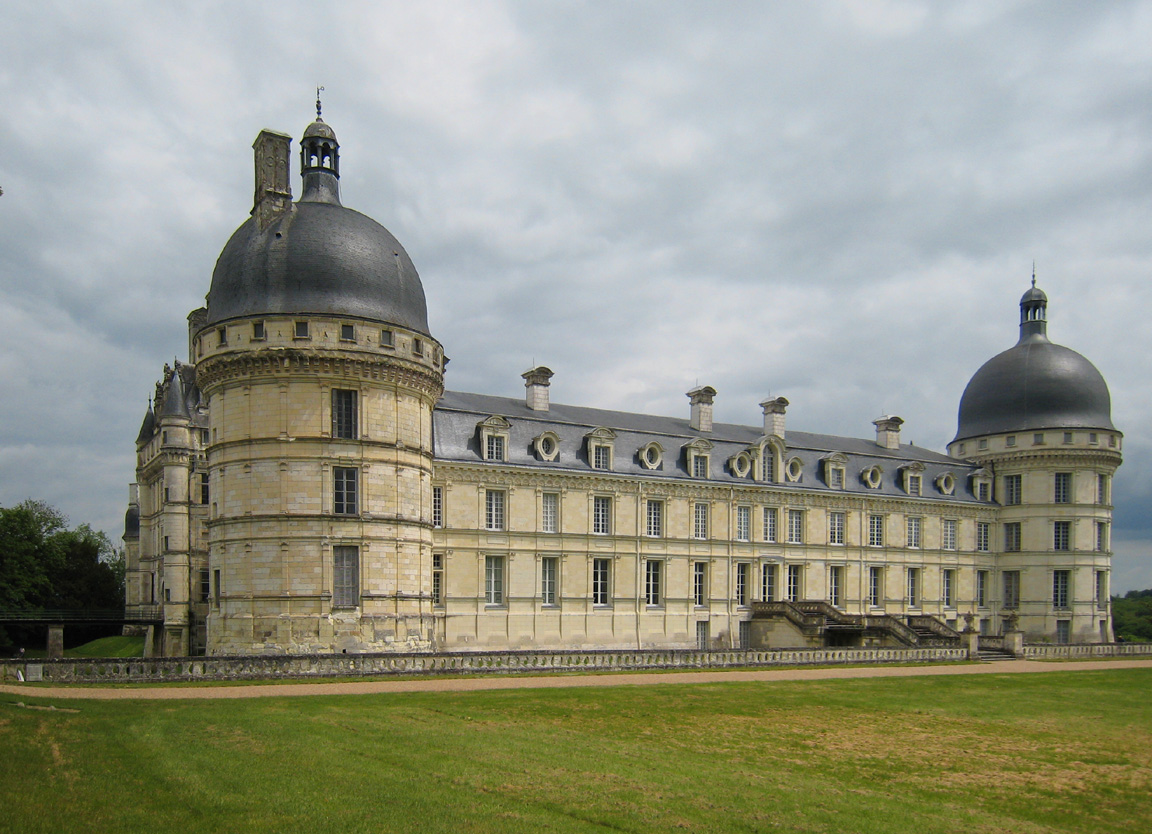
Schloss Valençay, Parkflügel

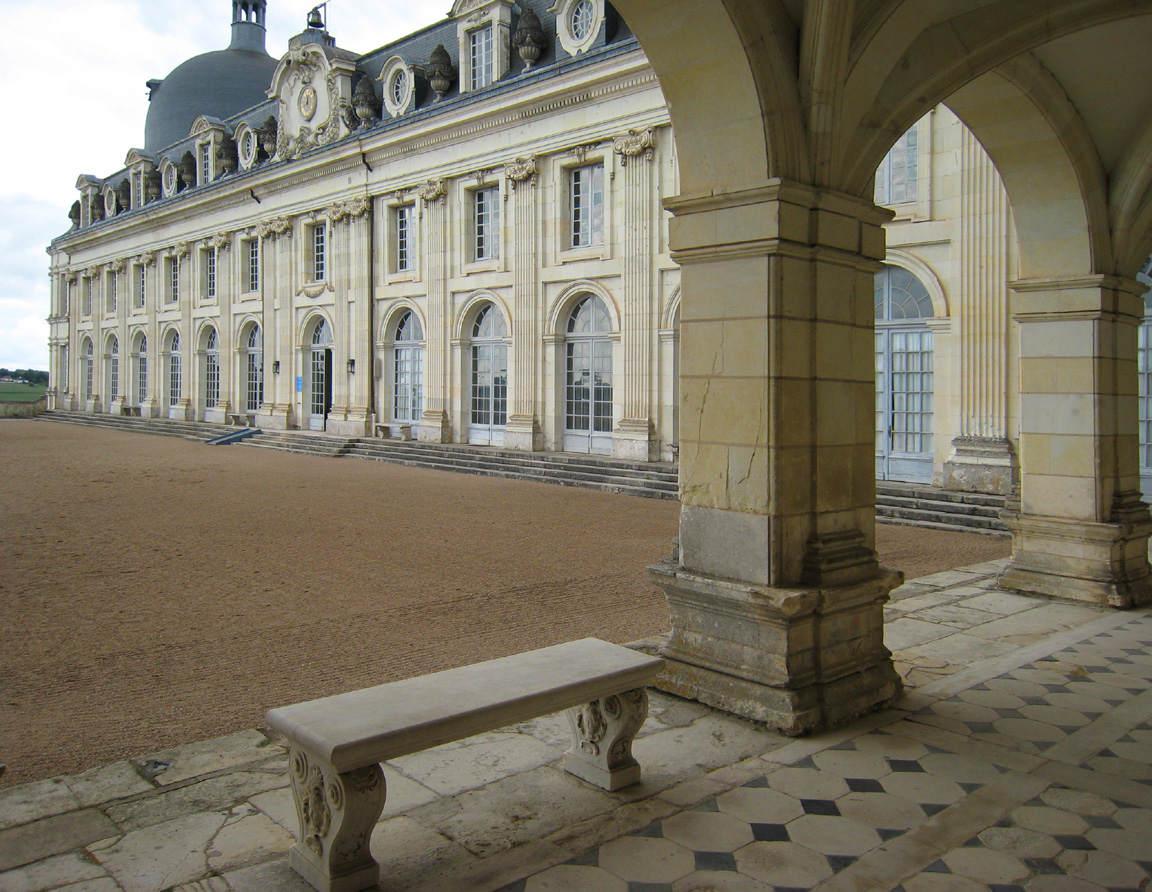
Hofseite des Parkflügels von der offenen Galerie her gesehen

Schloss Valençay  ist ein Schloss in dem französischen Ort Valençay im Département Indre, Region Centre-Val de Loire. Sein Äußeres erweckt den Eindruck, als sei es im 16. Jahrhundert erbaut worden, dabei hat es seine endgültige Gestalt erst in der zweiten Hälfte des 18. Jahrhunderts erhalten.
Jacyues d’Estampes war durch Heirat zu Geld gekommen und glaubte, ein Schloss wie das von Chambord oder Chenonceau wäre seinen neuen Verhältnissen gerade angemessen. Der Neubau wurde 1540 begonnen, und die damals errichteten Teile bilden den Ursprung des heutigen Bauwerkes. Dies waren der Nordwestturm, die anschließende zweigeschossige Hälfte des Nordflügels mit einem zum Hof geöffneten Laubengang und der einem Donjon ähnliche Eingangspavillon. Die zweite Hälfte des Nordflügels blieb eingeschossig wurde von einem viel kleineren Rundturm abgeschlossen.
Ein im 17. Jahrhundert von einem Nachfahren des ersten Bauherren errichteter Ostflügel existiert nicht mehr, aber der zur selben Zeit errichtete Parkflügel besteht heute noch. Der ihn südlich abschließende Rundturm aus der zweiten Hälfte des 18. Jahrhunderts geht schließlich auf den steinreichen Generalpächter Legrende Villemorien-Lucay zurück. Er ließ auch die hofseitige Fassade des Parkflügels „modern“ gestalten und im Erdgeschoss mit Kolossalpilastern und einer offenen Galerie ausstatten.
1803 erwarb Charles-Maurice de Talleyrand-Périgord das Schloss. Das feudale Landgut mit Valençay als Hauptort des Kantons war als Überbleibsel des Ancien Régime sehr gut geeignet, politische und adlige Prominenz, an der dem französischen Staat in der napoléonischen Ära gelegen war, zu versammeln und zu bewirten. Talleyrand erweiterte die Räumlichkeiten, indem er die offene Galerie des Parkflügels schließen und das Innere komplett im Empirestil umgestalten ließ.
Prominentester Gast war von 1808 bis 1814 der spanische König Ferdinand VII., den Napoléon nach Valençay zu dem in Ungnade gefallenen Talleyrand in die Verbannung geschickt hatte. Sechs Jahre lang musste der König bewacht und für seine Unterhaltung gesorgt werden, musikalisch unter anderem von Jan Ladislav Dussek. Es war die Zeit der Bälle, des Gitarren- und des Theaterspiels, mit der Napoléon den Schlossherren demütigen wollte. Am 11. Dezember 1813 wurde hier der Vertrag von Valençay unterzeichnet.
Später, als Talleyrand als Minister Ludwigs XVIII. zurückgetreten war, zog er sich ganz nach Valençay zurück. 1829 überließ er schließlich die Domäne seinem Großneffen Napoleon-Louis de Talleyrand, dem späteren Herzog von Valençay.
Die Besichtigung des Schlosses beschränkt sich auf wenige Räume des Parkflügels. Die Ausstattung hinterlässt jedoch einen bleibenden Eindruck und vermittelt ein Bild der Ansprüche, welche „die Überlebenden der früheren Gesellschaft“ (Jean Orieux) Anfang des 19. Jahrhunderts an den Wohnkomfort stellten.